# Francesco Verrotti
Francesco Verrotti (Napoli, 6 maggio 1919 – Marmarica, 20 dicembre 1941) è stato un militare italiano, insignito della medaglia d'oro al valor militare alla memoria nel corso della seconda guerra mondiale.

## Biografia
Nacque a Napoli il 6 maggio 1919, figlio di Giuseppe dalla nobildonna Rosa Miraglia del Giudice. Terminati gli studi classici, si iscrisse alla facoltà di giurisprudenza dell'università di Napoli conseguendo la laurea a soli 21 anni con il massimo dei voti. Arruolatosi nel Regio Esercito, dopo aver frequentato a Fano, il corso per allievi ufficiali di complemento presso il 94º Reggimento fanteria, fu nominato aspirante ufficiale nel 1939 e assegnato al 40º Reggimento fanteria venne inviato in Libia, dapprima di stanza a Tripoli e poi a Bardia. Nel 1941 partecipò alle operazioni militari a Tobruk, dove era assediata la 70ª Divisione britannica, ed assunse il comando di un caposaldo del settore nord tenuto dalla 25ª Divisione fanteria "Bologna". A metà del mese di novembre 1941 era quasi terminata la preparazione per un attacco italo-tedesco contro Tobruk, mentre l'8ª Armata inglese, in Egitto, si accingeva ad attaccare le truppe italiane.
Il comando del 40º Reggimento ricevette l’ordine di posizionare il I e il II Battaglione occupando i capisaldi a sud della via Balbia, sulla linea di fronte a Tobruk. Il 1 novembre le forze britanniche lanciarono l'attacco, ed egli rimasto ferito una prima volta, continuò a combattere fino a che, ferito una seconda volta, cadde al suo privo di sensi e fu fatto prigioniero di guerra. Decedette in prigionia per la gravità delle ferite riportate in un ospedale della Marmarica il 20 dicembre 1941, e fu poi insignito della medaglia d'oro al valor militare alla memoria.
Le sue spoglie mortali furono dapprima trasferite ad El Alamein e, nel maggio 1974 nel mausoleo di Penne. Gli sono state intitolate vie a Pescara, Gallarate, Catania, Napoli, Fano, Penne, Pianella, Fiumicino, Torricella Sicura.

### Annotazioni
1. ↑  Professore ordinario e direttore della Clinica dermosifilopatica della Facoltà di Medicina e Chirurgia Universitaria di Napoli.

### Fonti
1. ↑  Combattenti Liberazione.
2. 1 2  Gruppo Medaglie d'Oro al Valor Militare 1965, p. 743.
3. 1 2 3 4 5 6 7  Il Martino.
4. 1 2  Pietre della memoria.
5. ↑   Medaglia d'oro al valor militare Verrotti, Francesco, su quirinale.it, Quirinale. URL consultato l'11 luglio 2021.